# Перша грецька республіка

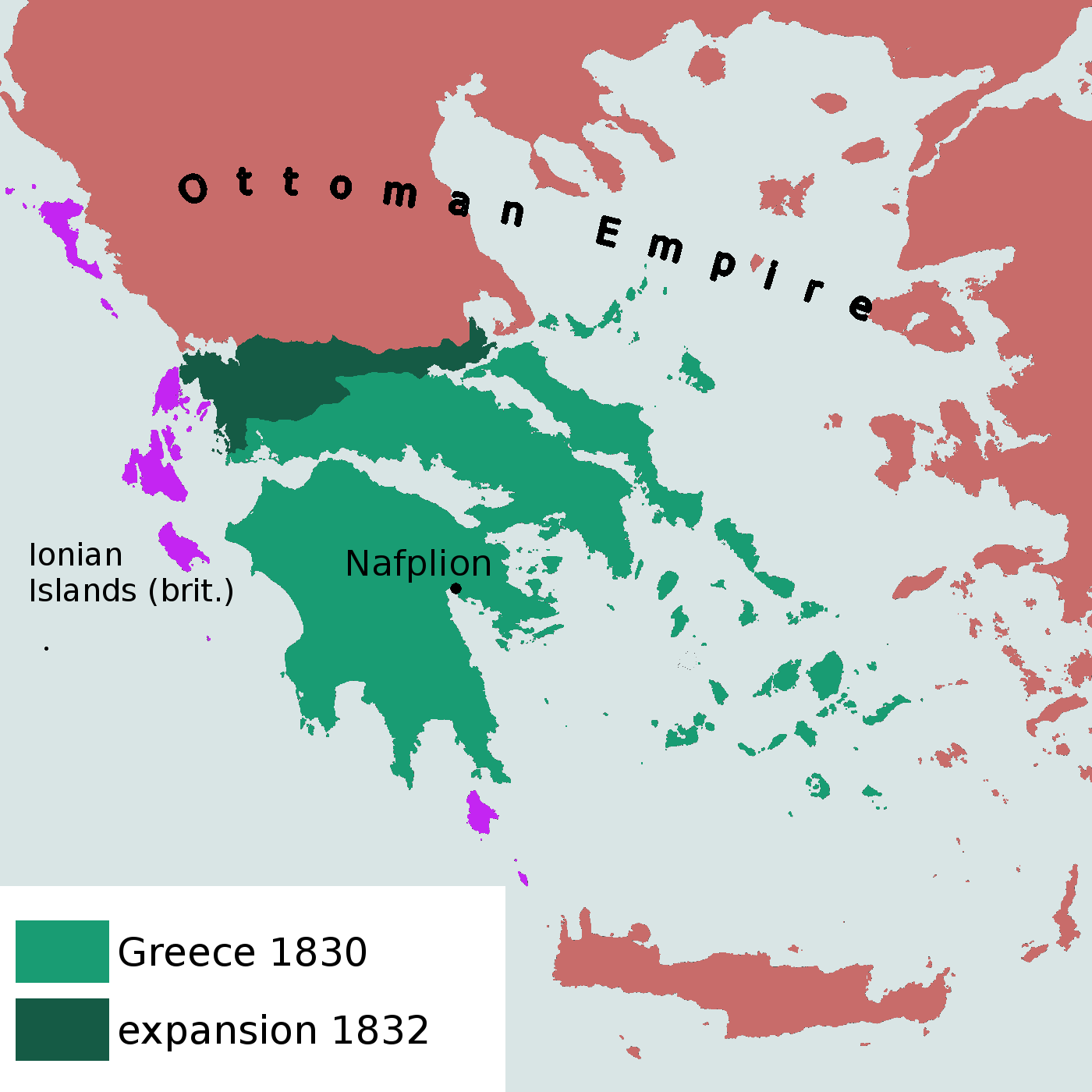

Перша грецька республіка (грец. Αʹ Ελληνική Δημοκρατία) — назва, що використовується для позначення першої грецької держави під час грецької війни за незалежність проти Османської імперії. Це суто історіографічний термін, який наголошує конституційний і демократичний характер революційного режиму до створення незалежного Грецького королівства та дозволяє співвідносити цей період грецької історії з пізнішими Другою і Третьою республіками. Офіційною назвою Першої грецької республіки була Грецька Держава (грец. Ἑλληνικὴ Πολιτεία, Еллініки Політея).
На першому етапі повстання у 1821-му різні області обрали своїх власних регіональних керівників рад. На початку 1822-го вони були замінені на центральну адміністрацію Перших Національних зборів Епідаврі, які також ухвалили першу грецьку Конституцію, яка позначила народження сучасної грецької держави. Нової держави не визнали великі держави того часу, їй після первинних успіхів загрожував розпад ізсередини, у зв'язку з громадянською війною і з перемогами османсько-єгипетської армії Ібрагім-паши.
У 1827-му великі держави дійшли згоди на формування автономної Грецької держави під сюзеренітетом Османської імперії, як це передбачено Лондонською конвенцією. Османська відмова прийняти ці умови призвели до Наваринської битви, яка фактично забезпечила повну грецьку незалежність.
У 1827-му на Третіх Національних Зборах у Трезені було створено Грецька держава (Ἑλληνικὴ Πολιτεία) і обрано графа Іоанна Каподистрію губернатором Греції. (Тому ту державу часто називають губернаторством.) Після його прибуття до Греції в січні 1828-го, Каподистрія активно намагався створити дієву державу і розв'язати проблеми у спустошеній війною країні, але незабаром був втягнутий у конфлікт із впливовими місцевими магнатами й керманичами. У 1831-му його вбили політичні супротивники, що втягнуло країну в нову громадянську війну. Його змінив його брат Августінос, який був змушений піти у відставку після шести місяців свого урядування. Знову три «держави-покровительки» (Велика Британія, Франція і Росія) втрутилися, заявивши про утворення Королівства Греція на Лондонській конференції 1832 року, затвердивши баварського принца Отто Віттельсбаха королем.

## Голови держави
- Іоанн Каподистрія (24 січня 1828 — 9 жовтня 1831)
- Августин Каподистрія (9 жовтня 1831 — 9 квітня 1832)
- Урядова комісія (9 квітня 1832 — 2 лютого 1833)